# Albudeite
Albudeite település Spanyolországban, Murciában. Albudeite Campos del Río és Mula községekkel határos. Lakosainak száma 1400 fő (2024).

## Népesség
A település népessége az elmúlt években az alábbi módon változott:
| Lakosok száma | 1371 | 1439 | 1413 | 1369 | 1404 | 1383 | 1359 | 1373 | 1390 | 1400 |
|               | 2001 | 2004 | 2007 | 2009 | 2012 | 2014 | 2017 | 2019 | 2022 | 2024 |